# RP9
RP9‏ (RP9, pre-mRNA splicing factor) هوَ بروتين يُشَفر بواسطة جين RP9 في الإنسان.